# Rifaat Garrana
Rifaat Garrana (Mohamed Garrana Rifaat) (født 29. januar 1929 i Kairo, Egypten, død 2. april 2017) var en egyptisk komponist, trompetist og tv-producent.
Garrana studerede som 12 årig trompet på Institute for Dramatic Music. Han studerede så komposition privat hos den tyske komponist og musikolog Hans Hickmann i Kairo.
Han skrev 2 symfonier, orkesterværker, koncertmusik, instrumentalværker, kammermusik etc.
Garrana inkorporerede, som en af de første i Mellemøsten, arabiske instrumenter i sine symfoniske værker.

## Udvalgte værker
- Sjette Oktober-symfoni (poetisk symfoni) - for orkester
- Port Said-symfoni (poetisk symfoni) -for orkester
- Thougats fra Nubien – for orkester
- Qanun – for orkester
- Nilen (Symfonisk digtning) - for orkester
- Orientalsk dans - for fløjte og strygeorkester